# Chaetocnema ectypa
Chaetocnema ectypa är en skalbaggsart som beskrevs av Horn 1889. Chaetocnema ectypa ingår i släktet Chaetocnema och familjen bladbaggar. Inga underarter finns listade i Catalogue of Life.